# Estocolmo
Estocolmo (em sueco: Stockholm;  PRONÚNCIA) é a capital e a maior cidade da Suécia.
Sua localização, centrada em 19 ilhas e ilhotas (na saída do lago Mälaren para o mar Báltico), juntamente com a área continental circundante (pertencente às províncias da Uppland e da Södermanland), tem sido historicamente importante.
É o maior e mais importante centro urbano, cultural, político, financeiro, comercial e administrativo da Suécia desde o século XIII.
É a sede do governo sueco, representado na figura do Riksdagen, o parlamento nacional do país, além de ser a residência oficial dos membros da monarquia sueca. Tem uma população total de 1 617 407 habitantes (2021), abrangendo não só a comuna de Estocolmo, mas também Nacka, Solna e Sundbyberg. É a sede da comuna de Estocolmo, a capital do condado de Estocolmo e a sede da diocese de Estocolmo.

#### Comuna - cidade - área metropolitana
O termo ”comuna de Estocolmo” (Stockholms kommun; 984 748 habitantes, 2022) designa o município que abrange a parte central de Estocolmo. O termo ”cidade de Estocolmo” (Stockholms stad; 1 617 407 habitante, 2021) é geralmente usado para designar conjuntamente o espaço abrangido pelas comunas de Estocolmo, Nacka, Solna e Sundbyberg. O termo ”área metropolitana de Estocolmo” (Storstockholm; 2 440 027 habitantes, 2022) indica o ”condado de Estocolmo” (Stockholms län). Em 2008, a área metropolitana de Estocolmo era o lar de cerca de 21% da população da Suécia e contribuía com mais de 1/3 do Produto Interno Bruto (PIB) do país.
Uma vez que a capital sueca está situada sobre ilhas conhecidas por sua beleza, a cidade é destino de turistas de todo o mundo, tendo sido apelidada nos últimos anos de "Veneza do Norte". Estocolmo é conhecida pelos seus edifícios e monumentos extremamente bem preservados, por seus arborizados parques, por sua riquíssima vida cultural e gastronômica, e pela gigantesca qualidade de vida que oferece a seus moradores. Há décadas, Estocolmo figura como uma das cidades mais visitadas dos países nórdicos, com mais de um milhão de turistas internacionais anualmente. Nos últimos anos, tem sido citada entre as cidades mais "habitáveis" do mundo, sendo uma das mais limpas, organizadas e seguras do mundo.

## Etimologia
O nome Stockholm nasce da junção de dois nomes; a primeira parte, stock, que significa literalmente "tronco de madeira" ou "paliçada", pode ser relacionado com uma palavra do antigo alemão (Stock), que significa "fortificação", enquanto que a segunda parte, holm significa ilhota, referindo-se à ilhota de Stadsholmen, hoje em dia na zona central de Estocolmo, de onde a cidade surgiu. A cidade está mencionada como Stokholm, em 1252.
| “ | A cidade de Estocolmo, na Suécia, é uma das cidades que se destacam quanto à presença do verde...                                                   | ” |
|   | — Nestor Alexandre Perehouskei et al, O perfil dos usuários e a relação das áreas verdes urbanas nos serviços públicos de saúde de Mandaguari (PR). |   |

## História

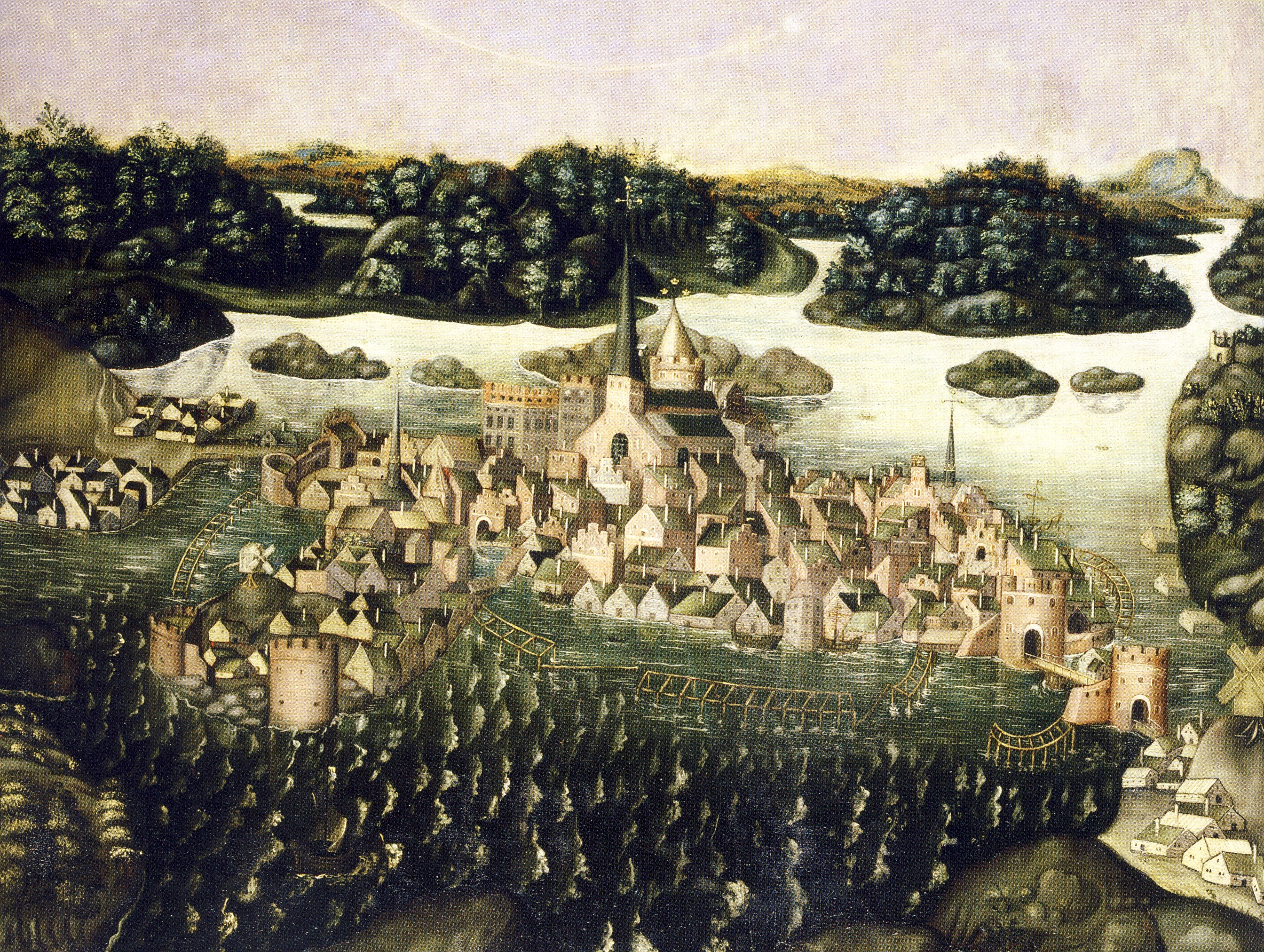
Estocolmo em 1535.

A cidade de Estocolmo foi fundada por volta de 1250, possivelmente por Birger Jarl, o regente do reino. O seu núcleo histórico estava então na ilha de Stadsholmen, sendo conhecida como a cidade entre as pontes, até aparecer a designação cidade antiga, hoje Gamla Stan. No século XIV era já considerada a capital do reino da Suécia.
Continuou a ganhar importância, e no século XVII albergava todo o poder real do país – rei, parlamento e instituições de poder (ämbetsverk).
Com a ascensão da Suécia a grande potência regional (stormakt), adquiriu um carácter internacional, atingindo uma população de uns 80 000 habitantes.
Graças à industrialização, a cidade cresceu fortemente até aos nossos dias, e a sua área metropolitana – apelidada de Grande Estocolmo - continua a aumentar de extensão.

## Geografia

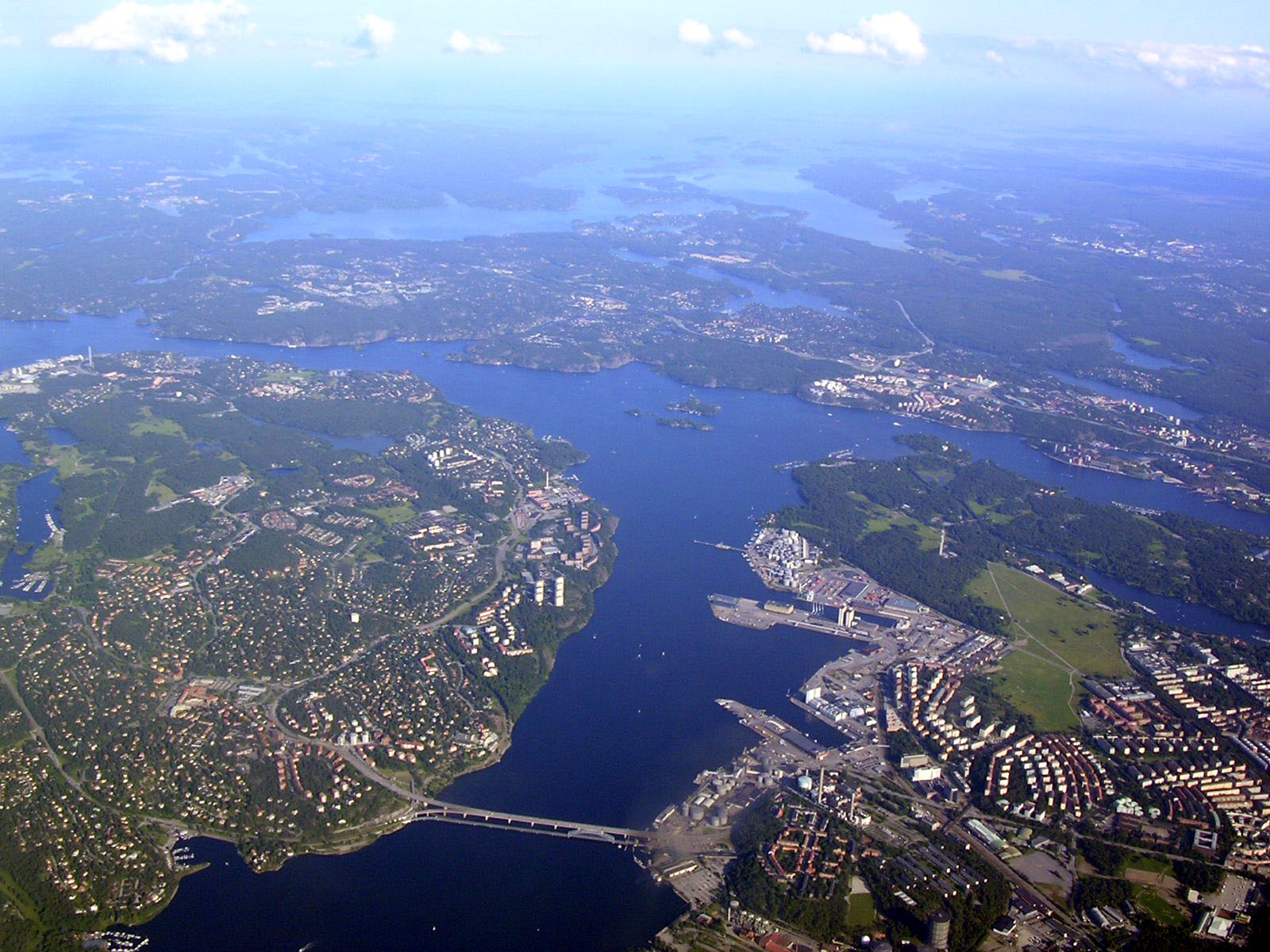
Fotografia aérea da cidade mostrando as ilhas que formam Estocolmo

Estocolmo fica na parte da costa oriental da Suécia. Está situada num arquipélago de catorze ilhas e ilhotas, unidas por 53 pontes, na região onde o Lago Mälaren encontra o mar Báltico. A fisiografia da cidade é muito homogénea, sendo que predominam as planícies, chegando no máximo a 200 m de altitude em alguns pontos. Cerca de 30% da cidade está coberta de canais e outros 30% são ocupados por parques e zonas verdes, proporcionando à cidade um clima mais favorável do que se deveria esperar, principalmente devido à elevada latitude no contexto europeu.

### Clima
A cidade de Estocolmo tem um clima continental. Devido à latitude da capital sueca, o clima deveria ser mais frio, no entanto é ameno devido à influência da Corrente do Golfo. A duração do dia, em média, varia entre 18 horas, no Verão, e 6 horas no Inverno, sendo que a cidade desfruta de 1821 horas de sol anualmente.
Os Verões são agradáveis com a temperatura máxima a variar entre os 20 e os 23 °C e a mínima à volta dos 15 °C. Os Invernos são frios com temperaturas a rondar os 0 °C. A precipitação anual é de 539 mm, sendo que a média de dias húmidos por ano é 164. Durante os meses de dezembro a março ocorrem normalmente nevões que cobrem a cidade durante várias semanas.
| Dados climatológicos para Estocolmo (1961–1990)         | Dados climatológicos para Estocolmo (1961–1990) | Dados climatológicos para Estocolmo (1961–1990) | Dados climatológicos para Estocolmo (1961–1990) | Dados climatológicos para Estocolmo (1961–1990) | Dados climatológicos para Estocolmo (1961–1990) | Dados climatológicos para Estocolmo (1961–1990) | Dados climatológicos para Estocolmo (1961–1990) | Dados climatológicos para Estocolmo (1961–1990) | Dados climatológicos para Estocolmo (1961–1990) | Dados climatológicos para Estocolmo (1961–1990) | Dados climatológicos para Estocolmo (1961–1990) | Dados climatológicos para Estocolmo (1961–1990) | Dados climatológicos para Estocolmo (1961–1990) |
| Mês                                                     | Jan                                             | Fev                                             | Mar                                             | Abr                                             | Mai                                             | Jun                                             | Jul                                             | Ago                                             | Set                                             | Out                                             | Nov                                             | Dez                                             | Ano                                             |
| ------------------------------------------------------- | ----------------------------------------------- | ----------------------------------------------- | ----------------------------------------------- | ----------------------------------------------- | ----------------------------------------------- | ----------------------------------------------- | ----------------------------------------------- | ----------------------------------------------- | ----------------------------------------------- | ----------------------------------------------- | ----------------------------------------------- | ----------------------------------------------- | ----------------------------------------------- |
| Temperatura máxima recorde (°C)                         | 11                                              | 12,2                                            | 17,8                                            | 26,1                                            | 29                                              | 32,2                                            | 36                                              | 35,4                                            | 27,9                                            | 20,2                                            | 14                                              | 12,2                                            | 36                                              |
| Temperatura máxima média (°C)                           | −0,7                                            | −0,6                                            | 3                                               | 8,6                                             | 15,7                                            | 20,7                                            | 21,9                                            | 20,4                                            | 15,1                                            | 9,9                                             | 4,5                                             | 1,1                                             | 10                                              |
| Temperatura média (°C)                                  | −2,8                                            | −3                                              | 0,1                                             | 4,6                                             | 10,7                                            | 15,6                                            | 17,2                                            | 16,2                                            | 11,9                                            | 7,5                                             | 2,6                                             | −1                                              | 6,6                                             |
| Temperatura mínima média (°C)                           | −5                                              | −5,3                                            | −2,7                                            | 1,1                                             | 6,3                                             | 11,3                                            | 13,4                                            | 12,7                                            | 9                                               | 5,3                                             | 0,7                                             | −3,2                                            | 3,6                                             |
| Temperatura mínima recorde (°C)                         | −32                                             | −25,5                                           | −22                                             | −11,5                                           | −4,5                                            | 1                                               | 6                                               | 4,8                                             | −1,5                                            | −9                                              | −17                                             | −21                                             | −32                                             |
| Precipitação (mm)                                       | 39                                              | 27                                              | 26                                              | 30                                              | 30                                              | 45                                              | 72                                              | 66                                              | 55                                              | 50                                              | 53                                              | 46                                              | 539                                             |
| Dias com precipitação (≥ 1 mm)                          | 10                                              | 7                                               | 7                                               | 7                                               | 7                                               | 7                                               | 10                                              | 10                                              | 10                                              | 9                                               | 11                                              | 10                                              | 105                                             |
| Insolação (h)                                           | 40                                              | 72                                              | 135                                             | 185                                             | 276                                             | 292                                             | 260                                             | 221                                             | 154                                             | 99                                              | 54                                              | 33                                              | 1 821                                           |
| Fonte: NOAA                                             |                                                 |                                                 |                                                 |                                                 |                                                 |                                                 |                                                 |                                                 |                                                 |                                                 |                                                 |                                                 |                                                 |
| Fonte 2: (Instituto Sueco de Meteorologia e Hidrologia) |                                                 |                                                 |                                                 |                                                 |                                                 |                                                 |                                                 |                                                 |                                                 |                                                 |                                                 |                                                 |                                                 |

## Demografia

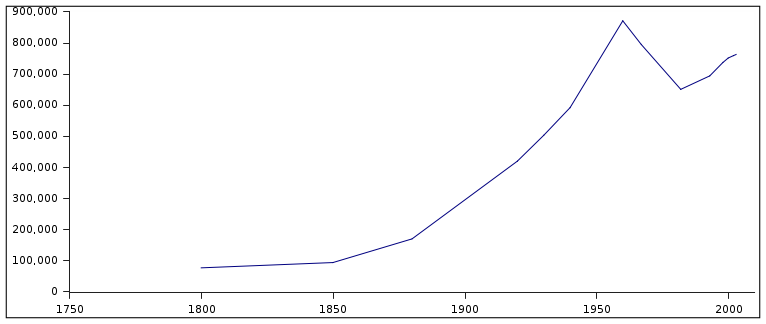
Evolução Demográfica de Estocolmo

### Imigração
Os subúrbios de Estocolmo são lugares com antecedentes culturais diferentes. Algumas áreas nos subúrbios, incluindo Tensta, Jordbro, Fittja, Husby, Brandbergen, Rinkeby, Kista, Hagsätra, Rågsved, Södertälje, Huddinge, tem elevada porcentagem de imigrantes e de descendentes de imigrantes. Estes imigrantes vêm, principalmente, do Oriente Médio (sírios, turcos e curdos) e da antiga Iugoslávia. Mas também há imigrantes provenientes da África, do Sudeste Asiático e da América Latina. Outras partes dos subúrbios citados, como Hässelby, Vällingby, Flysta e Hökarängen, tem a maioria das etnias suecas.

## Política

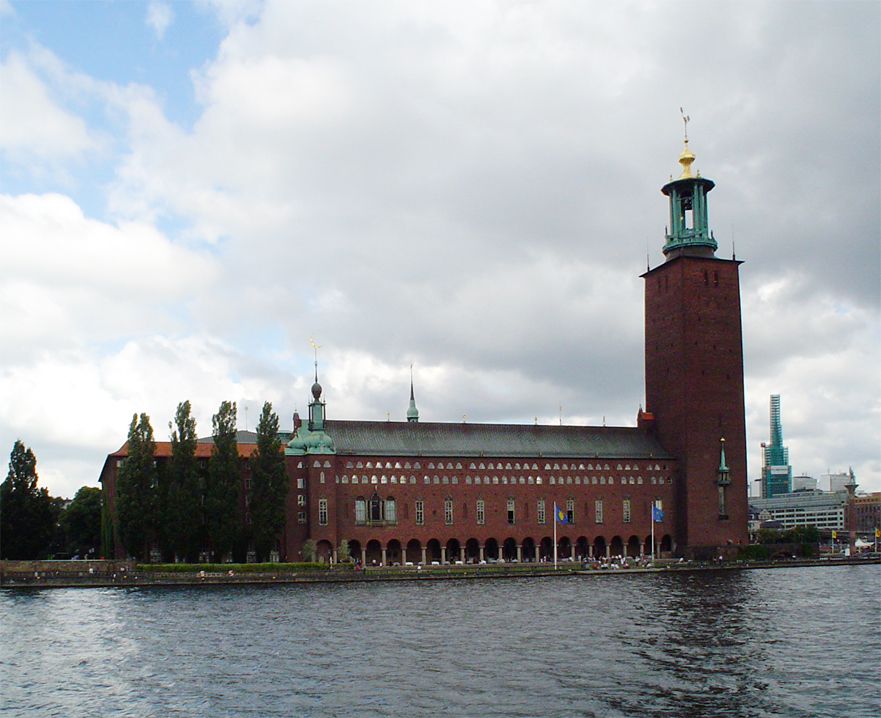
Conselho Municipal de Estocolmo

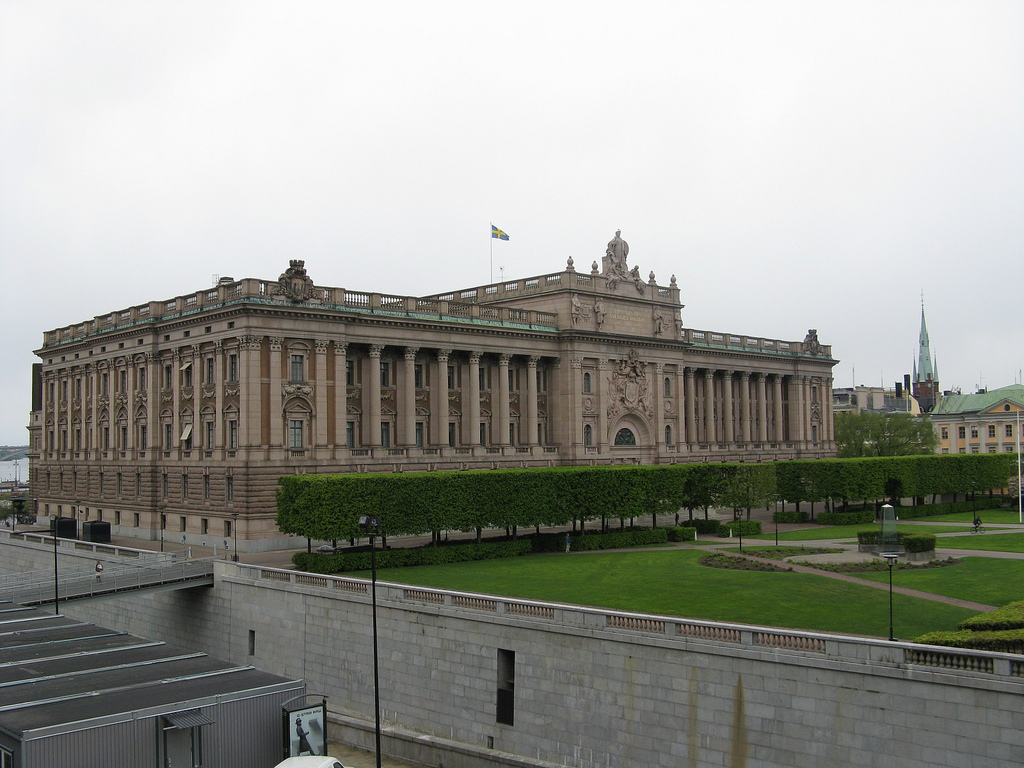
Parlamento da Suécia

O município é governado pela assembleia municipal (kommunfullmäktige) constituída por 101 membros eleitos através de eleições municipais, levadas a cabo a par das eleições legislativas de quatro em quatro anos. A assembleia reúne duas vezes ao mês, sendo que as sessões são abertas ao público. A kommunfullmäktige elege um comité executivo municipal (kommunstyrelse), constituído por 13 membros representando os dois partidos maioritários na assembleia. A função deste comité é de criar e implementar medidas a aplicar na governação de Estocolmo, tendo essas medidas de ser aprovadas pela maioria da assembleia para serem aplicadas. A organização política inclui ainda oito comissários efectivos (borgarråd) e outros quatro representantes dos partidos da oposição. Os trabalhos são coordenados pelo comissário responsável pela pasta das Finanças (finansborgarråd, às vezes apelidado de Presidente da Câmara), que também preside o comité executivo municipal. O actual responsável pelo cargo é Sten Nordin, do Partido Moderado.

### Cidades-irmãs
A política da cidade de Estocolmo é ser cidade-irmã informalmente de todas as capitais do mundo, com foco nas capitais da Europa Setentrional. Estocolmo não assina qualquer geminação formal de tratados, embora a cidade afirma estabelecer que tais tratados no passado ainda são válidos.
| - Tirana, Albania - Varsóvia, Polónia [carece de fontes?] - Kiev, Ucrânia [carece de fontes?] - Cali, Colombia [carece de fontes?] - Sarajevo, Bósnia e Herzegovina (desde 1997) - São Petersburgo, Rússia (desde 1992) | - Istambul, Turquia [carece de fontes?] - Niterói, Brasil [carece de fontes?] - Podgorica, Montenegro [carece de fontes?] - Reykjavik, Islândia [carece de fontes?] - Riga, Letónia - Khemisset, Marrocos [carece de fontes?] |

### Divisões administrativas
O município de Estocolmo é uma unidade administrativa com limites geográficos bem definidos. Está dividido em distritos municipais que têm ao seu cargo a gestão das escolas, dos serviços sociais, culturais e de lazer da respectiva zona. Estes por sua vez estão divididos em bairros. A cidade está dividida em três partes: Estocolmo Central (Innerstaden), Estocolmo Meridional (Söderort) e Estocolmo Ocidental (Västerort). Os distritos municipais e respectivos bairros de cada uma dessas três fracções são:
Estocolmo Central:

Distritos municipais de Estocolmo

- Kungsholmen — Fredhäll, Kristineberg, Kungsholmen, Lilla Essingen, Marieberg, Stadshagen e Stora Essingen
- Norrmalm — Norrmalm, Skeppsholmen, Vasastaden e Östermalm
- Södermalm — Långholmen, Reimersholme, Södermalm e Södra Hammarbyhamnen
- Östermalm — Djurgården, Hjorthagen, Ladugårdsgärdet, Norra Djurgården e Östermalm

Estocolmo Meridional:
- Enskede-Årsta-Vantör — Enskedefältet, Enskede Gård, Gamla Enskede, Johanneshov, Stureby, Årsta, Östberga, Bandhagen, Högdalen, Örby, Rågsved e Hagsätra.
- Farsta — Fagersjö, Farsta, Farstanäset, Farsta Strand, Gubbängen, Hökarängen, Larsboda, Sköndal, Svedmyra e Tallkrogen
- Hägersten-Liljeholmen — Fruängen, Hägersten, Hägerstensåsen, Mälarhöjden, Västertorp, Liljeholmen, Aspudden, Gröndal, Midsommarkransen e Västberga
- Skarpnäck — Hammarbyhöjden, Björkhagen, Enskededalen, Kärrtorp, Bagarmossen, Skarpnäcks gård, Flaten, Orhem e Skrubba
- Skärholmen — Bredäng, Sätra, Skärholmen e Vårberg
- Älvsjö — Herrängen, Långbro, Långsjö, Älvsjö, Solberga, Örby Slott e Liseberg

Estocolmo Ocidental:
- Bromma — Abrahamsberg, Alvik, Beckomberga, Blackeberg, Bromma Kyrka, Bällsta, Eneby, Höglandet, Lunda, Mariehäll, Nockeby, Nockebyhov, Norra Ängby, Olovslund, Riksby, Smedslätten, Stora Mossen, Södra Ängby, Traneberg, Ulvsunda, Ulvsunda industriområde, Åkeshov, Åkeslund, Ålsten e Äppelviken
- Hässelby-Vällingby — Hässelby gård, Hässelby strand, Hässelby villastad, Grimsta, Kälvesta, Nälsta, Råcksta, Vinsta e Vällingby
- Rinkeby-Kista — Rinkeby, Akalla, Husby, Kista e Hansta
- Spånga-Tensta — Bromsten, Flysta, Solhem, Lunda, Sundby e Tensta

## Economia

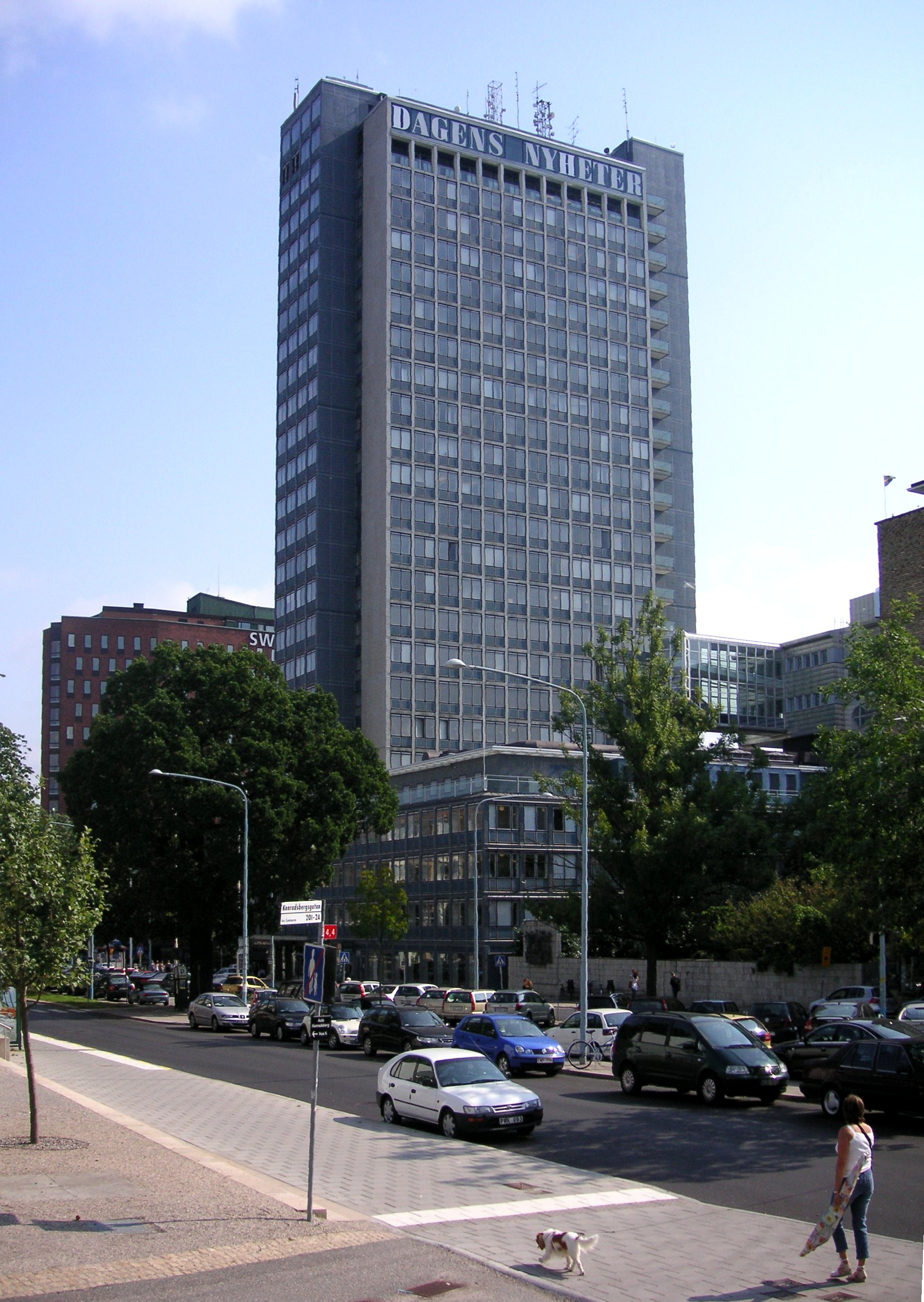
Sede da empresa Dagens Nyheter

A grande maioria dos habitantes de Estocolmo trabalham no sector dos serviços, que representa aproximadamente oitenta e cinco por cento dos empregados da cidade. A quase total ausência de indústria pesada na cidade faz com que esta seja uma das mais limpas da Europa e do Mundo. Na última década geraram-se muitos postos de trabalho na capital sueca, principalmente na área da alta tecnologia, devido ao desenvolvimento caseiro de empresas dessa natureza tal como a fixação de companhias multi-nacionais desse género. A IBM, Ericsson e Electrolux têm assento na cidade.
Estocolmo é o centro financeiro da Suécia; na cidade encontram-se sediados os maiores bancos do país, tais como o Swedbank, o Handelsbanken, e o Skandinaviska Enskilda Banken, e também muitas companhias de seguros, como por exemplo a Skandia e Trygg-Hansa. Os principais índices bolsistas suecos estão representados na Bolsa de Estocolmo (Stockholmsbörsen). Também estão instaladas na cidade as principais sedes de lojas de venda a retalho tal como a H&M.
O sector do turismo representa também uma importante fatia na economia local. Entre 1991 e 2004 o número de visitantes da cidade, por ano, aumentou de quatro milhões para sete milhões e meio.

## Infraestrutura

### Educação
Em Estocolmo o ensino é até os 18 anos, e as crianças aprendem 4 línguas diferentes, para os imigrantes que vivem no município e tem filhos, tem o direito de aprender a língua materna. Um costume nas escolas de Estocolmo é que precisa tirar o sapato para entrar.
Estocolmo é mais conhecida pela cerimônia de entrega do Prémio Nobel que ocorre todos os anos, mas a cidade é também sede da maior concentração de universidades e de instituições de ensino superior isoladas da Suécia. Entre elas estão as seguintes:
| - Universidades - Universidade de Estocolmo (Stockholms Universitet) - Real Instituto de Tecnologia (Kungliga Tekniska Högskolan ou "KTH") - Escola Superior de Economia de Estocolmo (Handelshögskolan i Stockholm ou "Handels") - Instituto Karolinska (Karolinska Institutet ou "KI") - Escolas superiores - Escola Superior de Música (Estocolmo) (Kungliga Musikhögskolan) - Escola Superior de Södertörn (Södertörns Högskola) - Konstfack (Universidade de Arte, Artesanato e Design) (Konstfack) - Escola Superior de Belas Artes (Kungliga Konsthögskolan ou "Mejan") - Escola Superior de Defesa (Försvarshögskolan) - Escola Superior de Ginástica e Desporto (Gymnastik- och idrottshögskolan) - Escola Superior de Artes de Estocolmo (Stokholms konstnärliga högskola ) - Röda Korsets Högskola (Escola Superior da Cruz Vermelha) |

### Transportes

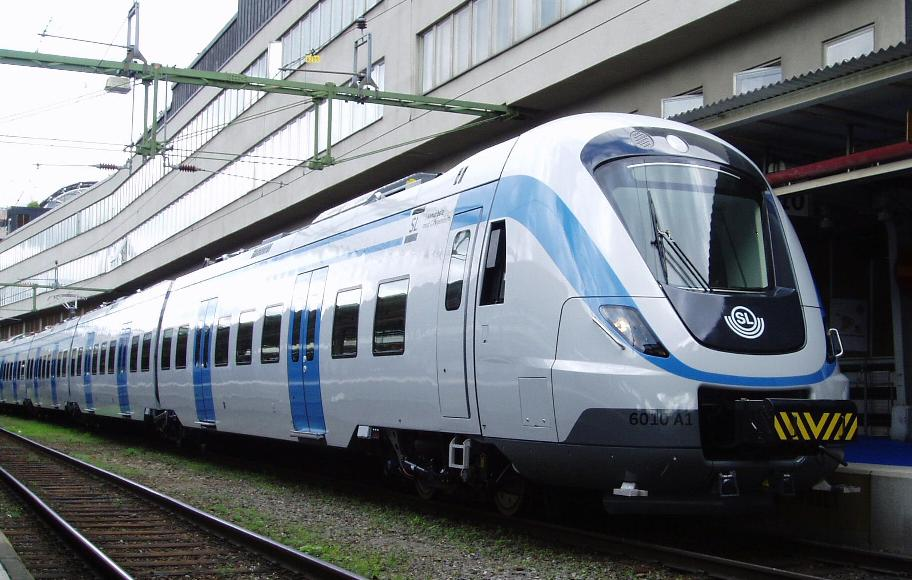
Trem urbano

A cidade de Estocolmo tem um amplo sistema de transporte público. Consiste no Metropolitano de Estocolmo; três sistemas ferroviários regionais ou suburbanos:Trem urbano (Pendeltåg), Roslagsbanan e Saltsjöbanan; um grande número de linhas de ônibus e uma linha de barca na cidade. Todo o setor de transporte público da cidade de Estocolmo, com exceção dos autocarros de aeroporto, são organizados pelo Storstockholms Lokaltrafik. Para a operação e manutenção dos serviços públicos de transporte são delegadas várias empreiteiras. O tráfego de barco do arquipélago é manipulado pelo Waxholmsbolaget.

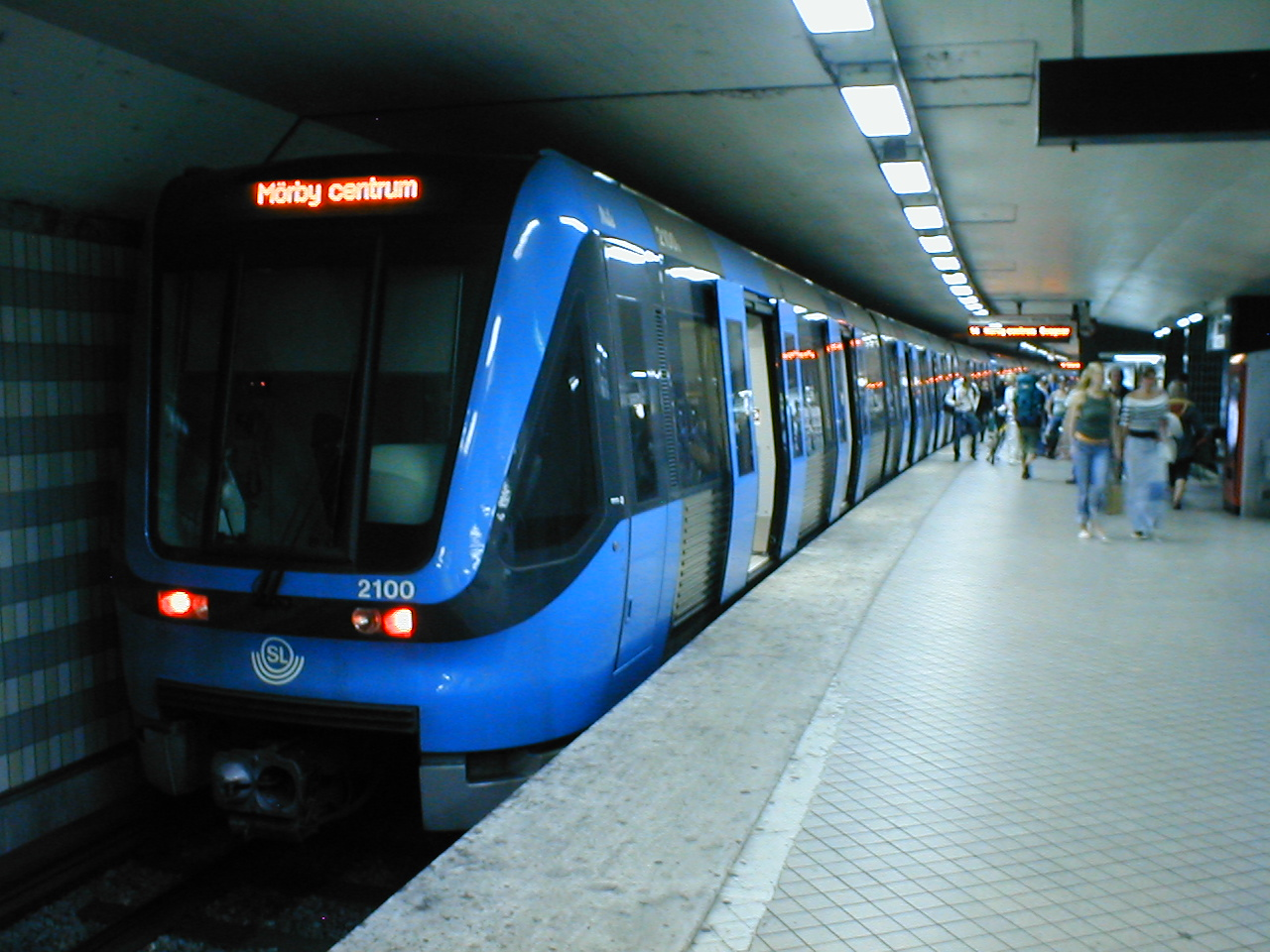
Metrô de Estocolmo (tunnelbana)

Estocolmo tem um sistema municipal comum de bilhetes, que permite uma fácil viagem entre os diferentes tipos de transporte. Os bilhetes são de dois tipos principais: bilhete simples e cartão de viagens, ambos permitindo ilimitadas viagens em Estocolmo e em todo o Condado de Estocolmo durante a validade do bilhete. A partir de 1 de abril de 2006 um novo sistema de zonas (A,B,C) e de preços por zona é aplicável para bilhetes simples. Bilhetes únicos agora estão disponíveis em forma de bilhetes numerados, unidades de bilhete individual pré-pago, guias de bilhetes de 10, bilhetes por SMS e máquina de ticket. Bilhetes numerados comprados no ponto da viagem são os mais caros e os bilhetes em pré-pagamento de 10 unidades são os mais baratos. O prazo de validade do cartão depende do tipo exato, que podem estar valendo durante 24 horas ou um ano. Um cartão de 30 dias custa cerca de 73€. Bilhetes de todos os tipos estão disponíveis com preço reduzido para as pessoas mais novas que 20 anos e mais velhas de 65 anos.

### Estradas
Estocolmo está entre a junção das rotas europeias E4, E18 e E20.Um rodoanel existe nos lados Oeste e Sul da cidade.

### Taxas de congestionamento

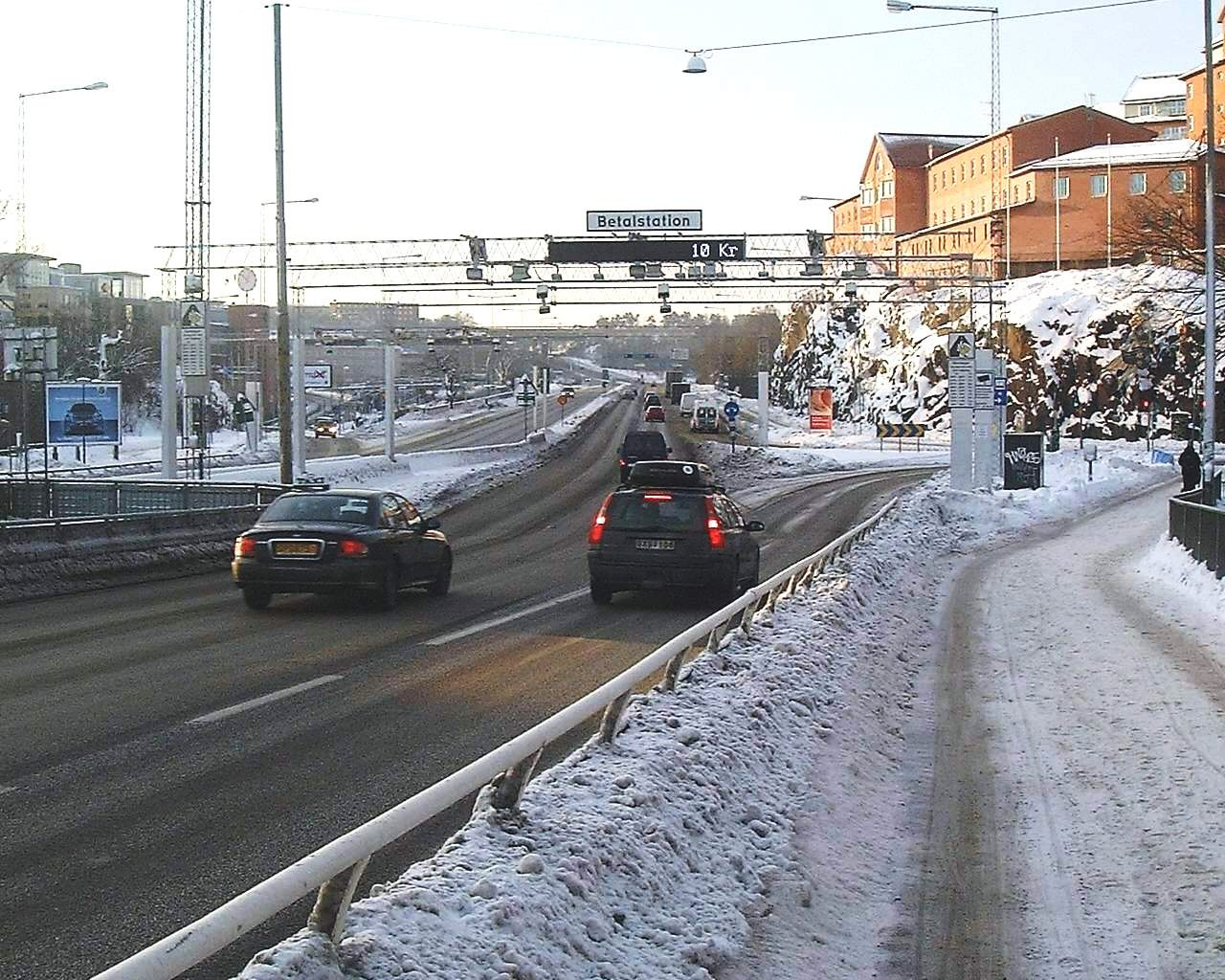
Ponto de controle de imposto de congestionamento

Estocolmo têm um sistema de taxa de congestionamento, o Imposto de congestionamento de Estocolmo em uso numa base permanente desde 1 de agosto de 2007, após ter tido um período de avaliação de sete meses no primeiro semestre de 2006.
O centro da cidade está dentro da zona de imposto do congestionamento. Todas as entradas e saídas desta área têm pontos de controle autônomos operando com reconhecimento automático de chapa de número. Todos os veículos, entrando ou saindo da área do imposto de congestionamento, com algumas exceções, têm de pagar de 10 a 20 SEK dependendo do dia entre 06:30 e 18:29. O montante máximo por veículo por dia é 60 SEK. O pagamento é feito por diversos meios num prazo de 14 dias e, após ter passado de um dos pontos de controle, não paga o posto de controle.
Após o período de avaliação que foi com consultas e referendos realizados no município de Estocolmo e em vários outros municípios no condado de Estocolmo. O governo declarou então que só considerariam o resultado do município de Estocolmo. Os partidos da oposição (Aliança pela Suécia) declarou que se fossem formar um gabinete após as eleições gerais — que teve lugar no mesmo dia como os referendos de imposto de congestionamento — iria tomar em consideração os referendos realizados em vários outros municípios, mas não especificaram como iriam fazer isso. O resultado do referendo foi a favor do imposto de congestionamento, mas todos os outros municípios foram contra. Os partidos da oposição ganharam as eleições gerais e poucos dias antes de formarem governo, anunciaram que iria ser restabelecido o imposto de congestionamento em Estocolmo, mas que as receitas seriam ir inteiramente a construção de estradas e em torno da cidade. Durante o período experimental e acordo à ordem do dia do anterior governo, as receitas foram inteiramente para os transportes públicos.

### Barcas

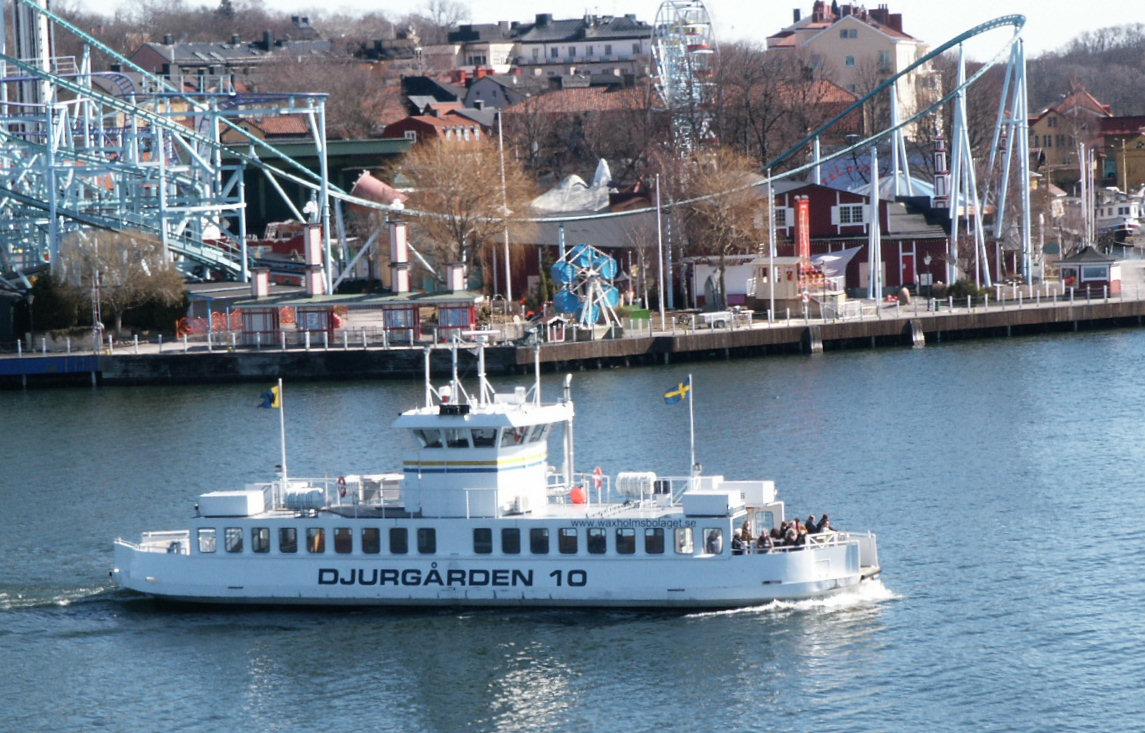
Barca Djurgården

Estocolmo tem linhas regulares marítimas para Helsinque e Turku (normalmente chamado Finlandsfärjan), Taline, Riga, e para as ilhas Alanda. Até 1998, existia uma ligação direta para São Petersburgo, hoje deve-se pegar uma barca até Helsinque e a outra para São Petersburgo. O grande arquipélago de Estocolmo é servido pelos barcos da empresa Waxholmsbolaget.

### Aeroportos

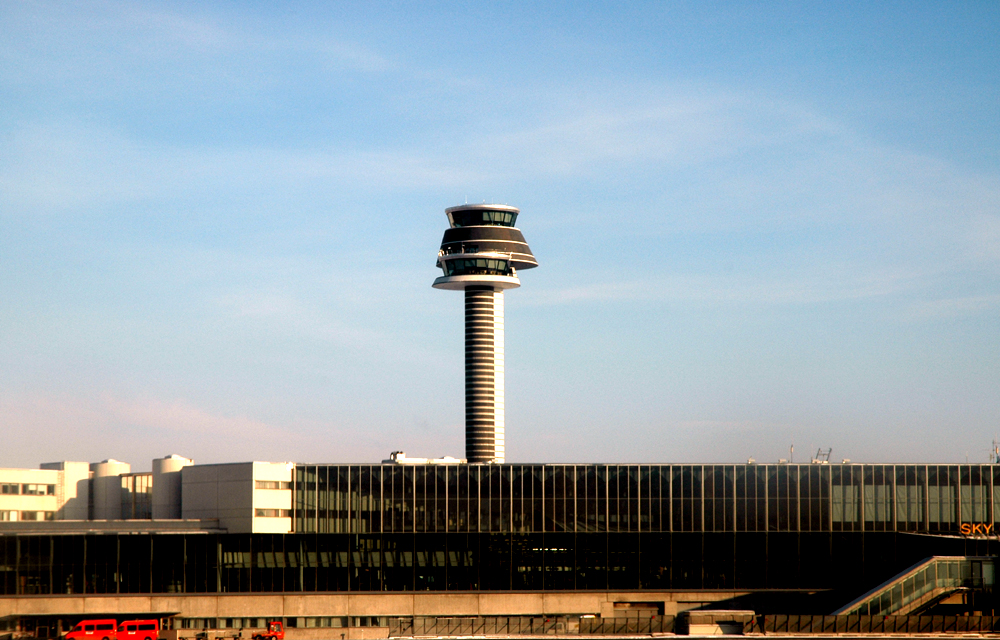
O Aeroporto de Arlanda, localizado em Estocolmo, é o maior da Suécia

O Aeroporto de Arlanda é o maior aeroporto da Suécia, com 18 milhões de passageiros em 2007. Está localizado a 40 km a norte de Estocolmo.
Aeroportos internacionais e domésticos
- Aeroporto de Arlanda — É o primeiro da região e serve de plataforma para a Scandinavian Airlines System;
- Aeroporto de Bromma — É localizado cerca de 8 km ao oeste de Estocolmo;

Aeroportos somente internacionais
- Aeroporto de Skavsta — A 100 km a sul de Estocolmo;
- Aeroporto de Västerås — A 110 km a leste de Estocolmo, na cidade de Västerås

As linhas de ônibus Flygbussarna partem para e de Estocolmo para levar em todos os aeroportos.

## Cultura

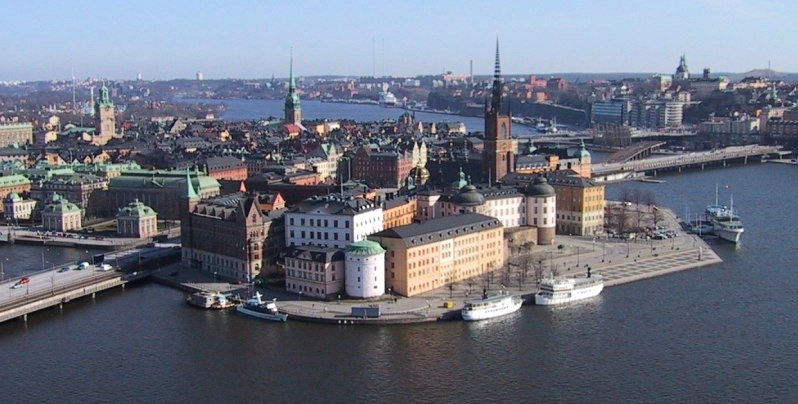
Gamla stan, a cidade velha de Estocolmo

Além de ser uma grande cidade com uma vida cultural ativa, Estocolmo, enquanto capital, também abriga várias das instituições culturais da Suécia, incluindo teatros, ópera e museus. Há dois prédios que são classificados como Patrimônio Cultural da Humanidade, de acordo com a UNESCO, em Estocolmo: o Palácio Drottningholm e o Skogskyrkogården. Estocolmo foi a Capital Europeia da Cultura em 1998. A escolha da cidade provém da qualidade de vida, que é uma das melhores do mundo.

### Literatura
A cidade de Estocolmo está muito ligada à literatura. Alguns dos melhores poetas e escritores suecos nascerem e viveram na cidade que desde cedo revelou ser um centro de cultura importante no país, a par da cidade de Gotemburgo. Alguns dos mais famosos autores ligados a Estocolmo incluem o poeta e compositor Carl Michael Bellman (1740–1795), o novelista Hjalmar Söderberg (1869–1941), e o também novelista e dramaturgo August Strindberg (1849–1912), cuja obra intitulada A Menina Júlia, de 1888, é considerada uma importante obra da literatura mundial. Outros autores com notável herança cultural na cidade foram Eyvind Johnson (1900–1976), laureado com o Prémio Nobel de Literatura e ainda o popular poeta e compositor Evert Taube (1890–1976). O novelista Per Anders Fogelström (1917–1998) escreveu uma série popular de novelas históricas que retratam a vida de Estocolmo entre o século XIX e meados do XX.

### Música
Estocolmo é o lar de famosos artista conhecidos, tanto regionalmente, tanto mundialmente. Um exemplo é o famoso DJ Avicii, que em sua infância morou na cidade de Estocolmo, e em várias de suas canções menciona a sua cidade-natal. As cantoras Robyn e Tove Lo também nasceram e passaram a infância em Estocolmo. Outra curiosidade é que a banda ABBA, mundialmente conhecida pelos sucessos, Mamma Mia e Dancing Queen, foi formada em Estocolmo, tendo todos os seus maiores álbuns gravados na cidade.

### Religião
O santo padroeiro da cidade é o lendário rei da Suécia Santo Érico, comemorado no dia 18 de maio.
Na capital existe duas dioceses (em latim: Holmiensis Dioecesis, e em sueco:  Stockholms Katolska Stift, um território eclesiástico administrado por um bispo):
- Diocese Católica de Estocolmo: da Igreja Católica na Suécia criado em 1953,[35][36] sendo a única desta religião estabelecida na Suécia desde a Reforma Protestante (1517).[nota 1]
- Diocese luterana de Estocolmo: da Igreja Luterana (em sueco:  Svenska kyrkan),[37][38] ligada ao estado de 1536 a 2000.[39]

### Arquitetura
A parte mais antiga da cidade é Gamla Stan, edificada numa das pequenas ilhas do centro de Estocolmo; é um dos mais antigos locais habitados da cidade, apresentando ainda uma disposição das ruas que faz lembrar uma cidade medieval. Alguns dos edifícios mais conhecidos nessa zona da cidade são a grande Igreja Alemã (Tyska kyrkan) e várias mansões e palácios, tais como o Riddarhuset (Casa dos Nobres), o Palácio Bonde, o Palácio Tessin ou o Palácio Oxenstierna. O mais antigo edifício é o Igreja de Riddarholmen, uma igreja sepulcral do final do século XIII. Em 1697, um incêndio destruiu o castelo medieval original da cidade de Estocolmo, dando lugar ao actual Palácio de Estocolmo, construído em estilo barroco, bem ao gosto da época. A Catedral Storkyrkan, sede episcopal de Estocolmo, está situada perto desse local, tendo sido edificada no século XIII, resistindo ao incêndio. Apesar de ser de uma época medieval, o seu exterior é barroco, feito no século XVIII.

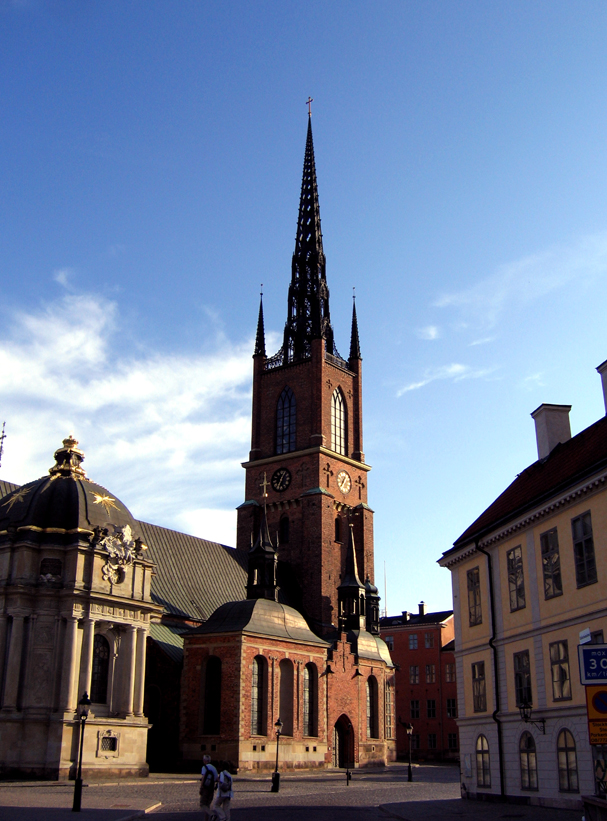
Catedral Storkyrkan

No início do século XV, a cidade expandiu-se. Alguns dos pequenos edifícios desta era podem ser ainda vistos em Södermalm. Durante o século XIX, a indústria apoderou-se da cidade fazendo com que houvesse um crescimento exponencial da população, e aliado a esse facto uma explosão do sector imobiliário. A cidade expandiu-se rapidamente, com planos e arquitectura inspirados em grandes cidades do continente, tais como Berlim e Viena. Algumas obras notáveis surgiram nesse período, tanto devido a investimentos públicos, tal como a Ópera Real Sueca, ou privados, tal como muitas habitações de luxo que apareceram em Strandvägen.
No século XX, uma onda nacionalista fez desenvolver um novo estilo arquitectónico sueco, inspirado pelo passado medieval e renascentista, com influências do estilo Arte Nova. Uma marca arquitectónica incontornável dessa vaga em Estocolmo é o edifício da Câmara Municipal de Estocolmo, construído em 1911–1923 e desenhado pelo arquitecto Ragnar Östberg. Outras obras notáveis dessa época são a Biblioteca Pública de Estocolmo e o cemitério-parque Skogskyrkogården

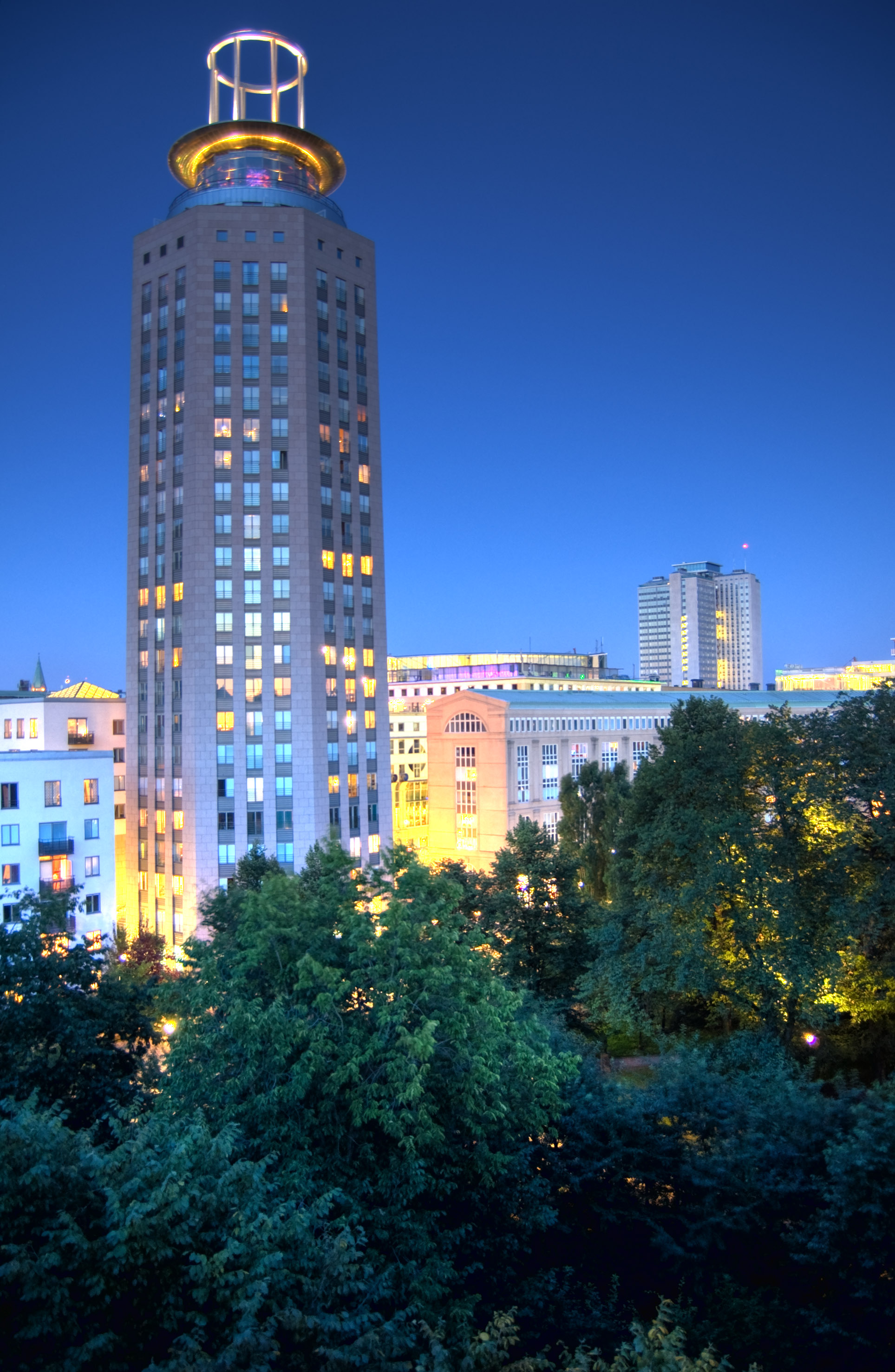
Södertorn, um arranha-céus em Södermalm

O Modernismo caracterizou o estilo da Exposição de Estocolmo de 1930 e o desenvolvimento da cidade à medida que crescia nessa década. Surgiram novas áreas residenciais com o desenvolvimento em Gärdet enquanto que o crescimento industrial se dava em instalações como as da Kooperativa Förbundet (KF) em Kvarnholmen, na comuna de Nacka. Na década de 1950, o desenvolvimento suburbano entrou numa nova fase com a introdução do metro de Estocolmo. As construções modernistas de Vällingby e Farsta foram muito apreciadas internacionalmente. Na década seguinte o desenvolvimento suburbano continuou, mas com uma estética mais virada para a construção em altura, através de grandes os blocos de apartamentos pré-fabricados, tendo estes recebido inúmeras críticas.
Ao mesmo tempo que se dava este desenvolvimento, algumas áreas mais centrais foram objecto de intervenções pontuais. Exemplo disso é a Praça Sergel, com as suas torres de escritórios da década de 1960, seguida pela abertura de grandes zonas para deixar espaço para novos projectos. Os edifícios mais notáveis desta época são o conjunto da Casa da Cultura, Teatro da Cidade e Banco Nacional na Praça Sergel, da autoria do arquitecto Peter Celsing.
Na década de 1980, a corrente modernista, que até então tinha sido cegamente seguida por arquitectos e projectistas, começou a ser questionada. Esse descontentamento estético resultou na execução de alguns projectos de arquitectura dos quais se destacam os subúrbios da zona de Skarpnäck. Na década que se seguiu a ideia de ruptura com o anterior estilo modernista continuou a ser aplicada em algumas zonas industriais já devolutas em locais mais centrais da cidade, dando lugar a novas áreas em Hammarby Sjöstad. O município foi apontado como um bom exemplo de preservação da beleza da cidade.

### Museus

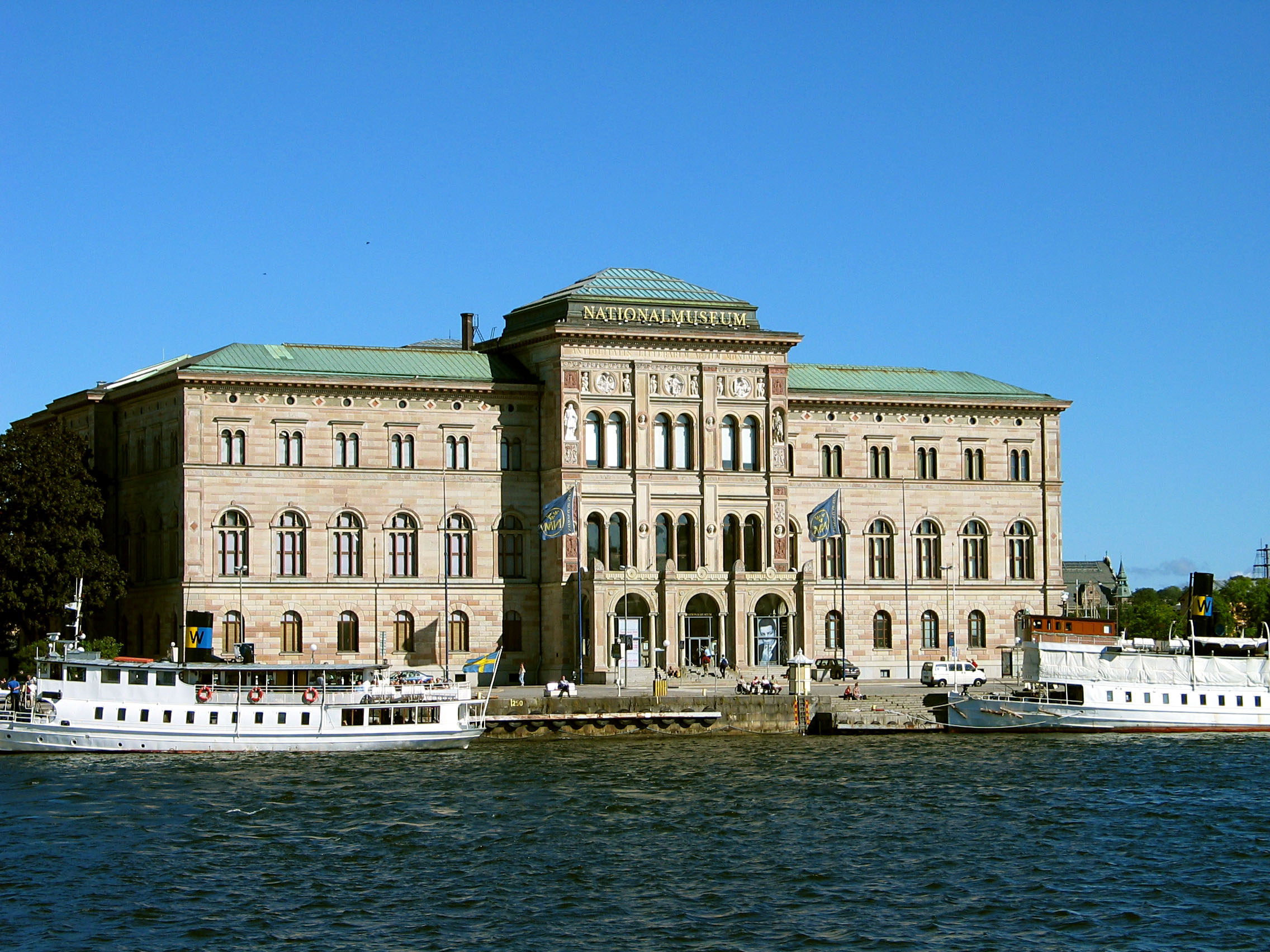
O Museu Nacional da Suécia

Estocolmo tem mais de uma centena de espaços museológicos, sendo uma das cidades com maior densidade de espaços deste tipo, e são visitados por milhões de pessoas todos os anos. Um dos mais importantes museus da cidade é o Museu Nacional, com uma grande colecção de arte sueca: 16 000 quadros e 30 000 objectos de arte. A colecção data dos tempos de Gustavo I Vasa no século XVI, e tem sido aumentada com obras de artistas estrangeiros como Rembrandt ou Antoine Watteau, mas é também uma parte da herança cultural sueca, com obras de Alexander Roslin, Anders Zorn, Johan Tobias Sergel, Carl Larsson, Carl Fredrik Hill e Ernst Josephson.
Outro grande museu em Estocolmo é o Museu de Arte Moderna (Moderna Museet) que contém obras de artistas do século XX tais como Picasso ou Salvador Dalí. O Skansen é um museu ao ar livre, situado em Djurgården, dedicado à vida e cultura sueca; inclui um jardim zoológico. O Museu do Vasa é um espaço dedicado ao Vasa, um navio de guerra sueco construído e naufragado em 1628. O Museu Nórdico foi dedicado à arte e design da Escandinávia.

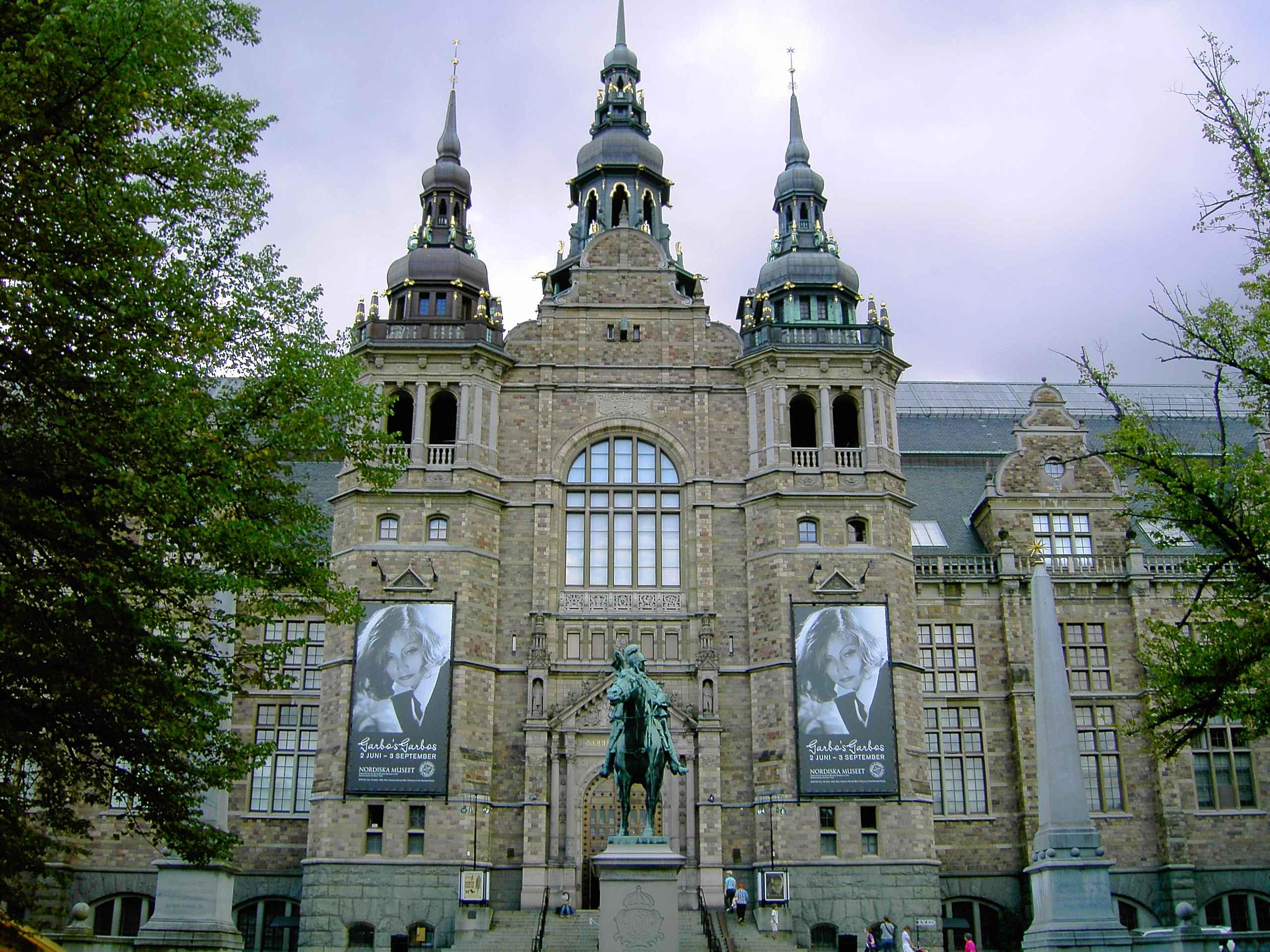
O Museu Nórdico em Djurgården, Estocolmo

O Museu da Cidade de Estocolmo (Stockholms stadsmuseum), que tal como o nome indica é dedicado à cidade e aos seus habitantes possuindo uma vasta colecção de documentos que relatam a vida de Estocolmo; o Museu Medieval de Estocolmo (Medeltidsmuseet) complementa o anterior contendo no seu interior ruínas da era medieval, tais como as muralhas da cidade no século XVI; actualmente permanece encerrado devido a obras de requalificação de algumas das ruínas que nele estão inseridas tais como a ponte Norrbro.
Outros museus de grande interesse na cidade são o Museu Nacional de Ciência e Tecnologia (Tekniska museet) dedicado às tecnologias tendo sido criado pela Academia de Ciências da Engenharia Sueca (Ingenjörsvetenskapsakademien — IVA) e o Museu Nacional Marítimo (Sjöhistoriska museet) que exibe uma enorme colecção relativa à história marítima sueca para além de proporcionar uma excelente vista sobre a baía de Djurgårdsbrunnsviken. Há ainda o Museu Biológico dedicado à flora e fauna da Suécia e o Aquaria que recria diversos ambientes marinhos, desde os mares do norte até aos mares tropicais repletos de corais e animais exóticos. O Museu Nobel é dedicado ao engenheiro Alfred Nobel notorizado pela fundação que criou, que todos os anos recompensa as personalidades que mais se destacaram em diversas áreas das Ciências e Artes. Também se pode encontrar em Estocolmo o Museu da História de Vinho e Licores e o Millesgården (a casa do escultor Carl Milles) entre muitos outros.

### Teatros

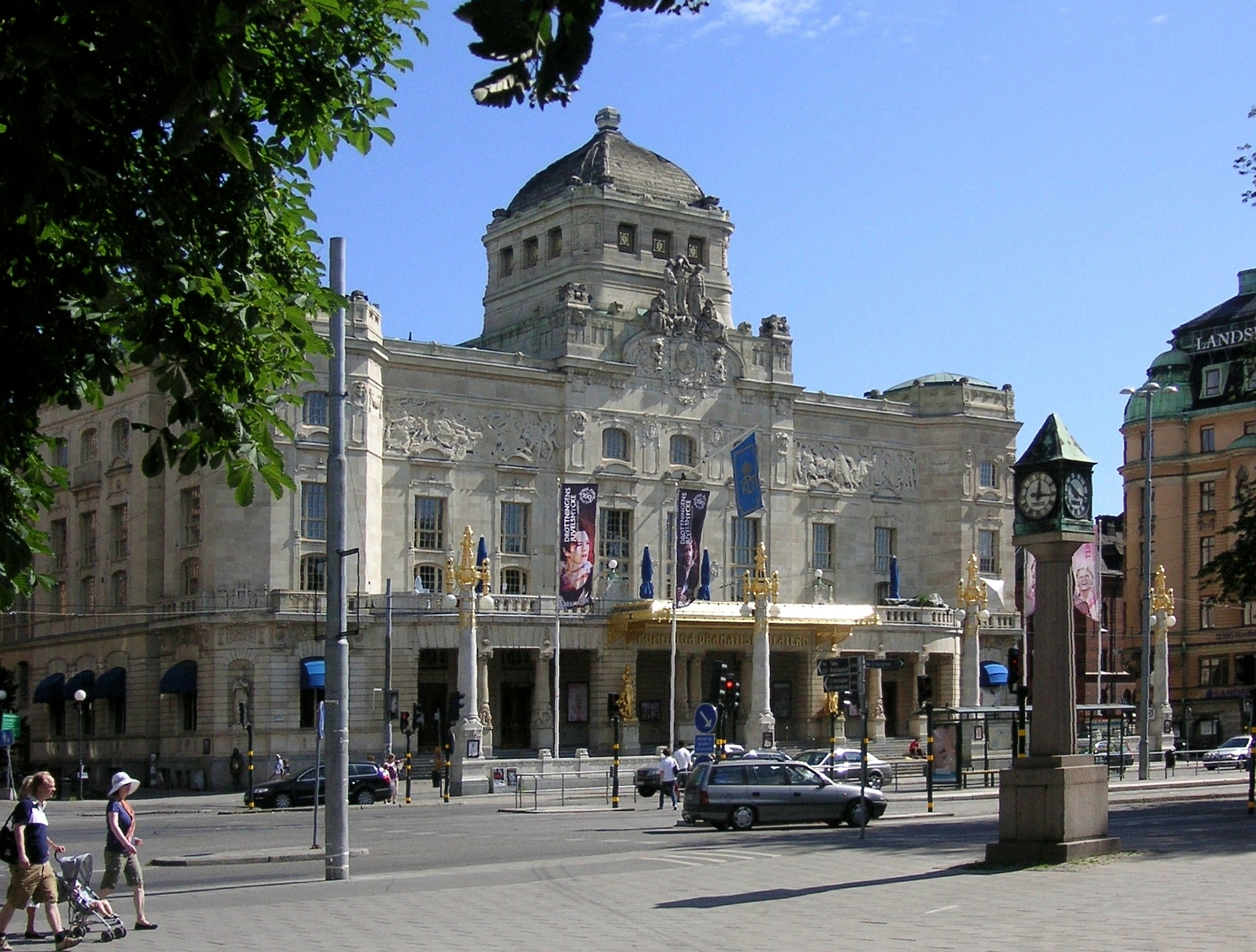
Teatro Dramático Real em Estocolmo

A cidade está repleta de teatros de grande categoria, dos quais se podem destacar o Teatro Dramático Real (Kungliga Dramatiska Teatern), um dos mais reconhecidos a nível europeu, e a Ópera Real Sueca (Kungliga Operan), inaugurado em 1773.
Outros teatros notáveis da cidade são o Teatro da Cidade de Estocolmo (Stockholms stadsteater), um dos mais concorridos da cidade superado apenas pelo Teatro Real de Drama, a Ópera Popular (Folkoperan) construída em oposição da Ópera Real sendo destinada a produções mais pequenas, mas muito apreciadas pelo público sueco.
O Teatro Moderno de Dança (Moderna dansteatern) é dedicado a espectáculos de dança contemporânea, e o Teatro Göta Lejon, popularmente conhecido apenas por Göta Lejon, é dedicado à produção de musicais. No que toca a teatros privados, o Teatro Södra (Södra Teatern) foi o primeiro a ser construído, em 1851; o Teatro Oscar (Oscarsteatern) é um dos mais exclusivos teatros do Estocolmo, que costuma apresentar musicais.

### Mídia
Estocolmo é o centro da mídia na Suécia. Possui quatro jornais diários de escala nacional e é a sede da televisão (SVT) e rádio (SR) estatais do país. Além disso, todos os outros canais de televisão grandes da Suécia têm sua sede em Estocolmo, como: TV3, TV4 e TV6. Todas as principais revistas do país também são publicadas em Estocolmo, tal como o maior grupo editorial do país, o Grupo Bonnier.

### Pontos turísticos

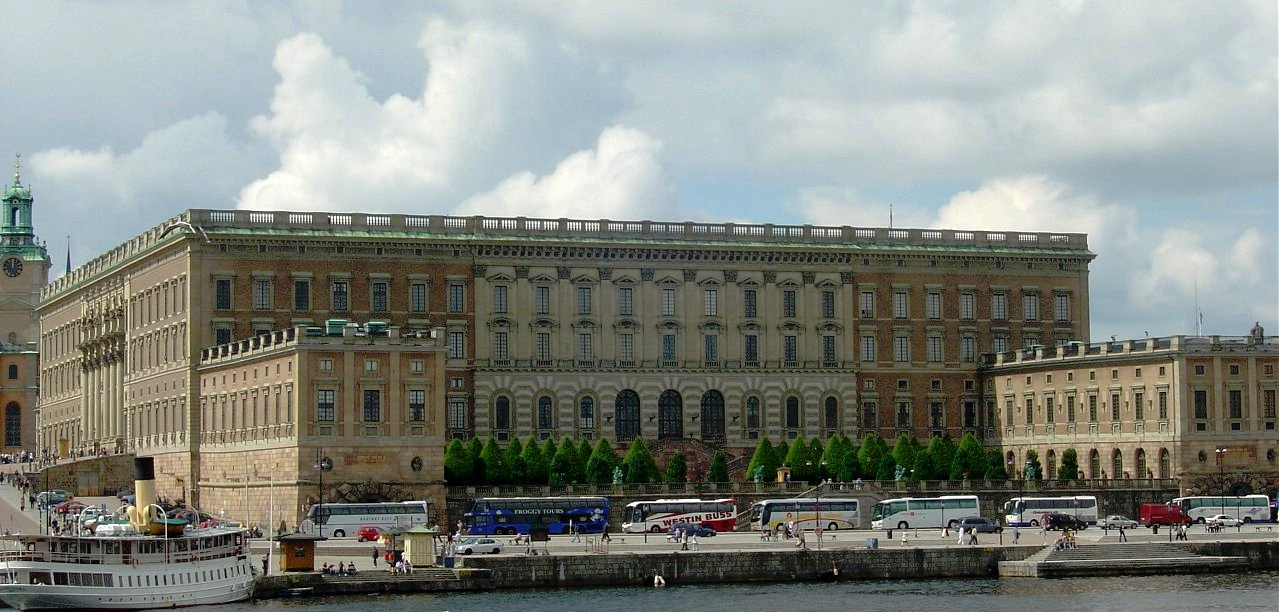
Palácio Real de Estocolmo

Alguns pontos turísticos mais procurados atualmente são:
- Avicii Arena (também conhecido como ”Globen”)
- Catedral de São Nicolau (Storkyrkan)
- Centro da cidade, com Stadsholmen, Riddarholmen (Ilha dos Cavaleiros) e Helgeandsholmen
- Conselho Municipal de Estocolmo (Stadshuset)
- Djurgården (ilha com seus museus e zoológico, no centro da cidade)
- Estádio Olímpico de Estocolmo (Stockholms stadion)
- Gamla stan (”Cidade antiga”)
- Gröna Lund (Parque de diversões )
- Igreja de Riddarholmen (Riddarholmskyrkan)
- Junibacken (Museu dedicado à literatura infantil)
- Museu Nórdico (”Nordiska museet”)
- Museu Sueco de História Natural (Naturhistoriska riksmuseet)
- Museu Vasa (”Vasamuseet”)
- Palácio de Drottningholm (Drottningholms slott)
- Teatro do Palácio de Drottningholm (Slottsteater)
- Palácio Real de Estocolmo (Stockholms slott)
- Riksdagshuset (”Parlamento da Suécia”)
- Skansen (Museu ao ar livre, retratando a Suécia do passado)
- Torre de TV Kaknästornet (155 m de altura e seu mirante no topo)

### Personalidades ligadas a Estocolmo

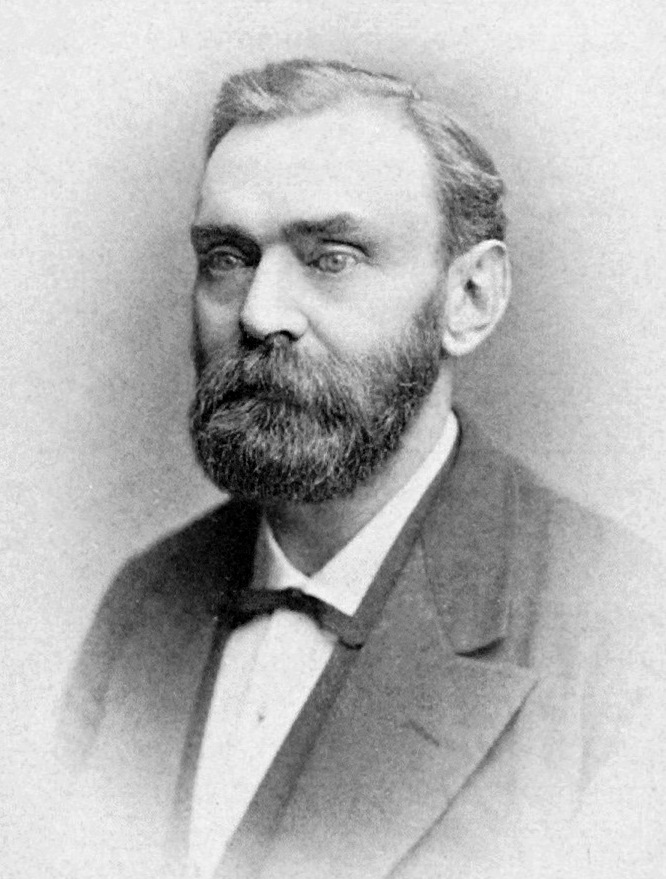
Alfred Nobel, químico, inventor e filantropo
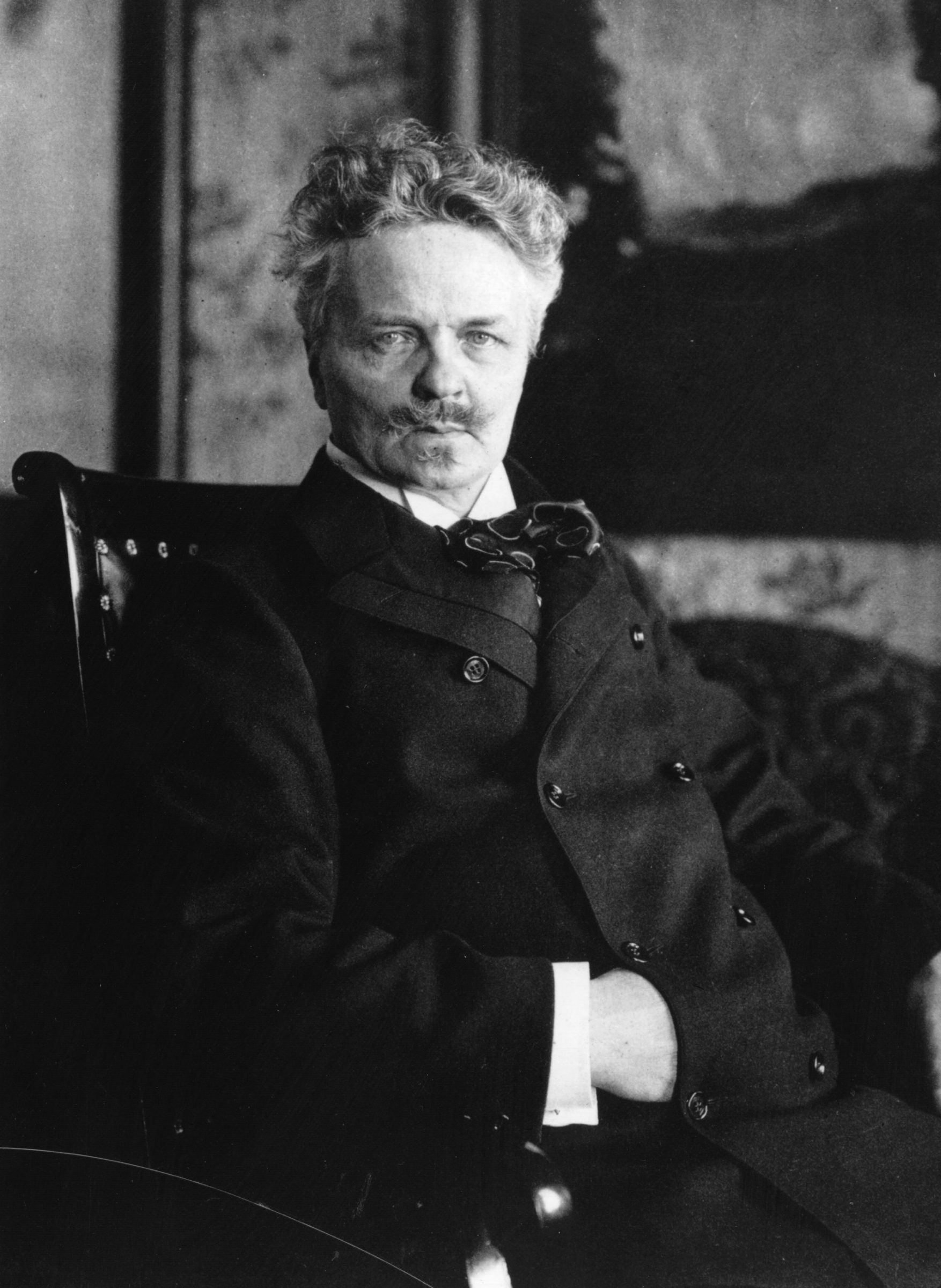
August Strindberg, escritor
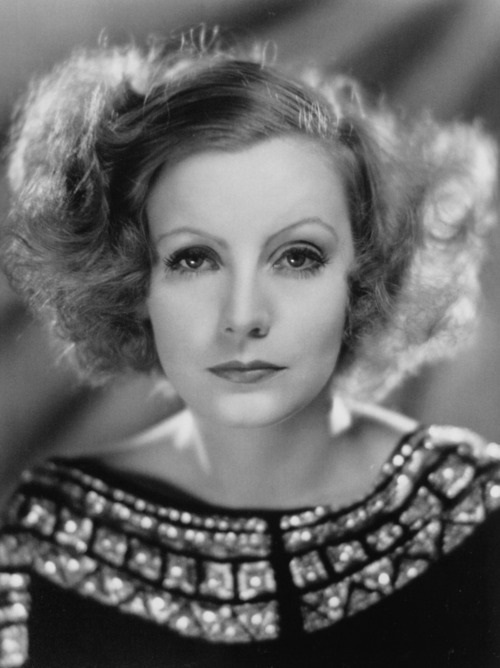
Greta Garbo, atriz
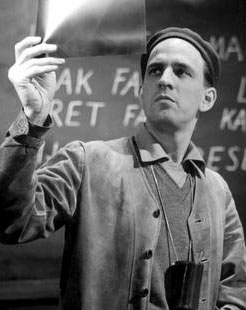
Ingmar Bergman, cineasta
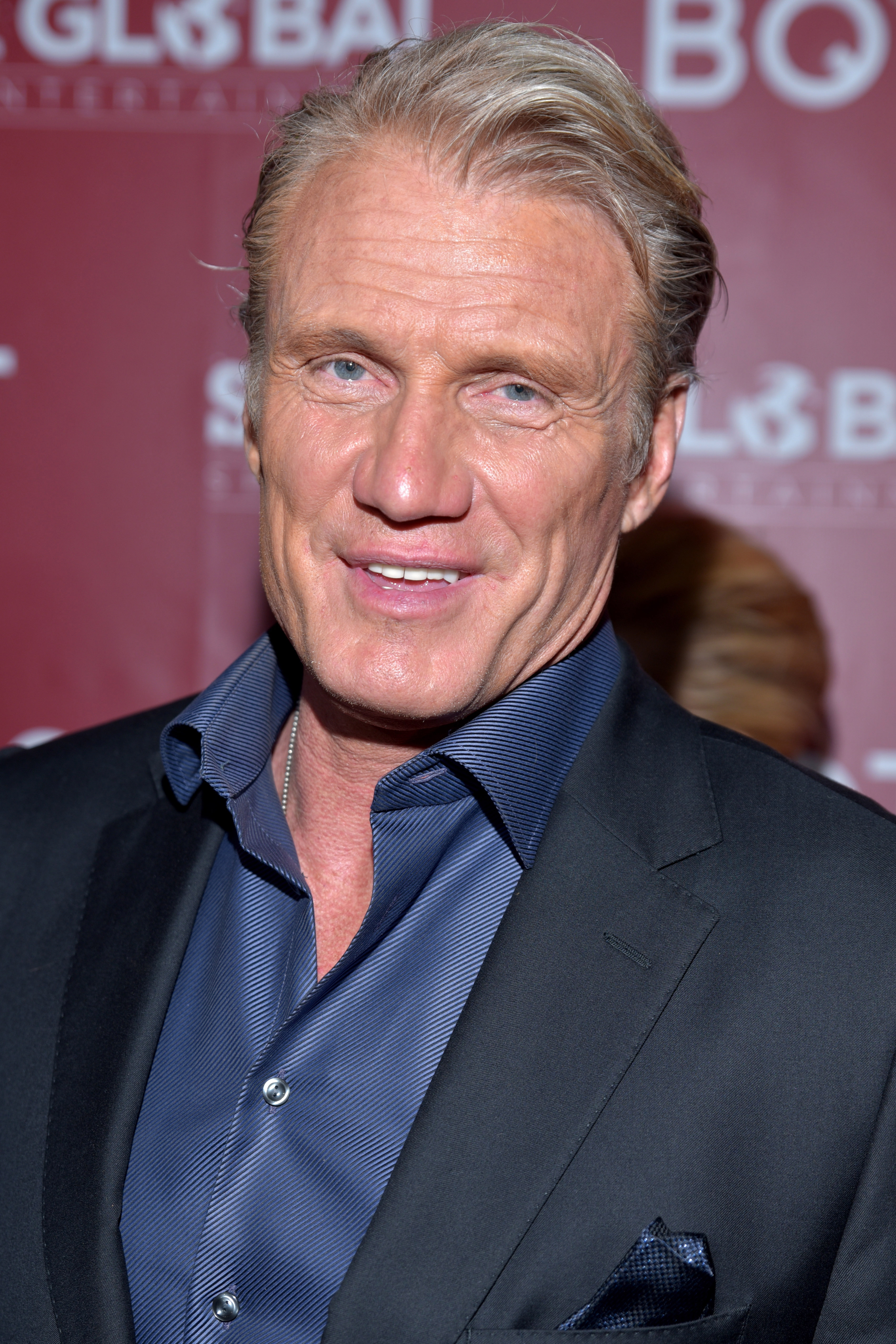
Dolph Lundgren, ator

- Alfred Nobel (1833-1896), industrial e cientista
- Allvar Gullstrand (oftalmologista; Prémio Nobel da Fisiologia e da Medicina em 1911)
- Annika Sörenstam (1970-), jogadora de golfe
- August Strindberg (1849-1912), escritor
- Avicii (1989-2018), produtor de DJ
- Benny Andersson (1946-), compositor, músico e intérprete, membro do grupo ABBA
- Christer Fuglesang (1957-), astronauta
- Dolph Lundgren (1957-), ator
- Emanuel Swedenborg (1688-1772), cientista, teólogo e filósofo
- Erik Gunnar Asplund  (arquiteto)
- Folke Bernadotte (1895-1948), diplomata
- Greta Garbo (1905-1990), atriz
- Hans von Euler-Chelpin (bioquímico; Prémio Nobel da Química em 1929)
- Ingmar Bergman (1918-2007), cineasta
- Ingrid Bergman (1915-1982), atriz
- Jonas Åkerlund (1966-), realizador de cinema
- Jöns Jakob Berzelius (químico sueco, um dos fundadores da química moderna)
- Loreen (1983-), cantora
- Mats Sundin (1971-), jogador de hóquei
- Nils Gustaf Dalén (físico; Prémio Nobel da Física em 1912)
- Paul Crutzen (químico holandês; Prémio Nobel da Química em 1995)
- Raoul Wallenberg (1912-data da morte incerta), diplomata
- Svante Pääbo (1955-), biólogo e paleogeneticista
- Sven Lindqvist (1932-2019), escritor

### Desporto

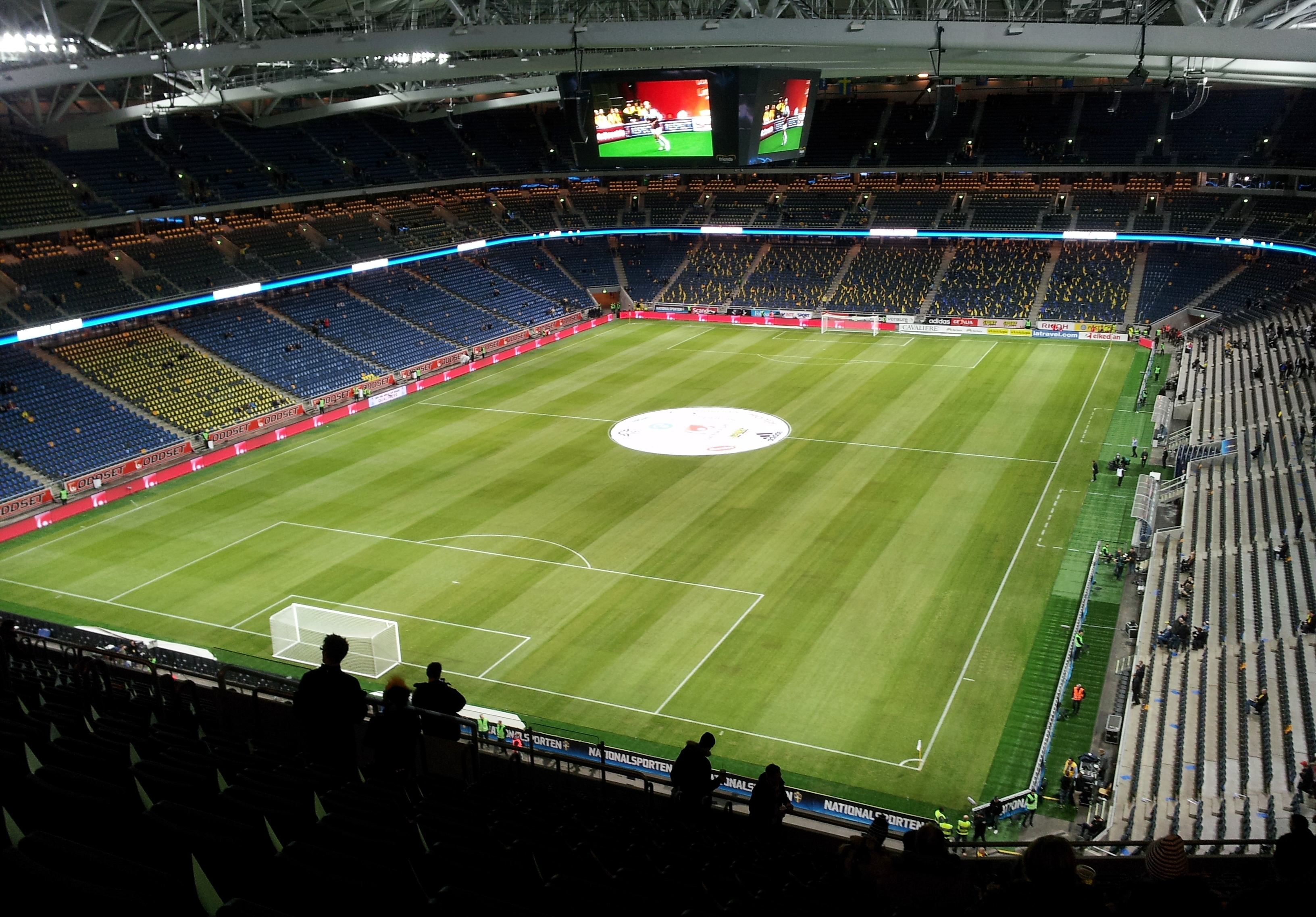
Friends Arena

Entre os desportos em destaque, estão sobretudo o futebol e o hóquei no gelo, para além de outras modalidades como o atletismo, a natação, o futebol americano, o ténis e o rugby. Como clubes mais cotados da cidade, podem ser apontados o AIK, Djurgården e o Hammarby IF (futebol), o Mean Machines (futebol americano), o Neptun (natação), o  Mean Machines (futebol americano), o Spårvägens (atletismo) e o Stockholm Exiles (râguebi) 
A cidade recebeu os Jogos Olímpicos de Verão de 1912. Data dessa altura o Estádio Olímpico de Estocolmo, que recebeu numerosos eventos, sobretudo de futebol e atletismo. Outras instalações para desporto são o Estádio Råsunda (o estádio nacional de futebol), e a Stockholm Globe Arena, uma área multi-eventos e um dos maiores edifícios esféricos no mundo.

Além dos Jogos Olímpicos de 1912, Estocolmo foi palco das provas de hipismo dos Jogos Olímpicos de Verão de 1956, por causa de uma quarentena em vigor na Austrália. A cidade tentou ainda uma candidatura aos Jogos Olímpicos de Verão de 2004.

Estocolmo recebeu quase todas as edições dos Jogos Nórdicos, um evento multidesportivo de Inverno, que precedeu os Jogos Olímpicos de Inverno.
| - Clubes: - AIK (futebol, hóquei no gelo) - Djurgårdens IF (futebol) - Hammarby IF (futebol) - IF Brommapojkarna (futebol) - Djurgården Hockey (hóquei no gelo) - Arenas: - Tele2 Arena (futebol) - Strawberry Arena (futebol; antiga Friends Arena) - Estádio Olímpico de Estocolmo (futebol) - Avicii Arena (hóquei no gelo) - Grimsta IP (futebol) - Hovet (hóquei no gelo) - Eventos anuais: - Maratona de Estocolmo (Stockholm Marathon; maratona anual) - Tjejmilen (corrida corta-mato; anualmente, só para mulheres) - Midnattsloppet (Corrida da meia-noite; corrida anual em agosto) - O-Ringen (corrida de orientação com duração de cinco dias) - Eventos disputados na cidade: - Campeonato Europeu de Atletismo (1958) - Campeonato Europeu de Futebol (1992) - Campeonato Europeu de Handebol Masculino (2002, 2020) - Campeonato Mundial de Handebol Masculino (1967, 1993, 2023) - Campeonato Mundial de Hóquei no Gelo (1949, 1954, 1963, 1969, 1970, 1989, 1995, 2012, 2013) - Campeonato Mundial de Patinação Artística no Gelo (1897, 1901, 1905, 1909, 1913, 1922, 1926, 1933, 1934, 1938, 1947) - Campeonato Mundial de Tênis de Mesa (1928, 1949, 1957, 1967) - Volvo Ocean Race (Regata Oceânica Volvo) (2008-2009) - Liga Europa da UEFA (2016/2017) - Final da Taça Davis em ténis (1975) |

### Culinária
A cidade de Estocolmo é conhecida por sua boa culinária. Devido a imigração, a cidade têm todos os gêneros alimentícios, provenientes a escala mundial, como o fast-food americano e comidas típicas da Ásia, Itália, França, Espanha, Grécia e da Escandinávia, entre outros gêneros.